# Какова Јериј (Клуж)
Какова Јериј (рум. Cacova Ierii) насеље је у Румунији у округу Клуж у општини Јара. Oпштина се налази на надморској висини од 549 m.

## Становништво
Према подацима из 2002. године у насељу је живело 519 становника, од којих су сви румунске националности.